# Castillo de la Puebla de Alcocer

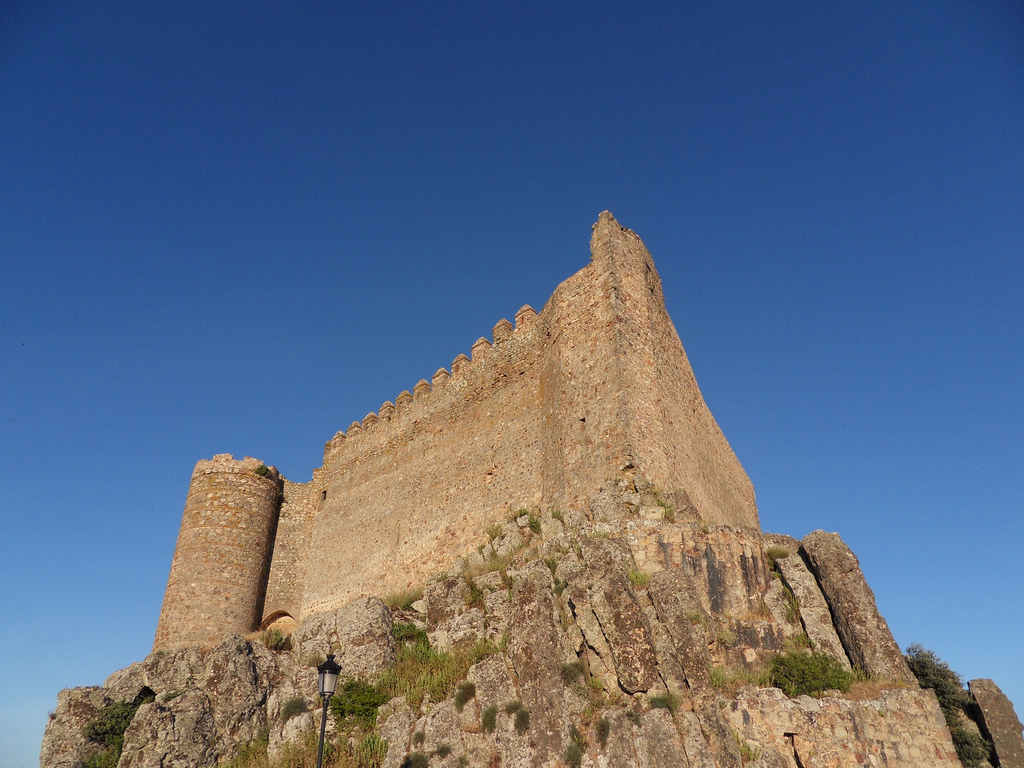
Murallas del Castillo de Alcocer sobre la roca de caída casi vertical.

El castillo de Puebla de Alcocer o castillo de Alcocer es una fortaleza del siglo XV, concretamente de 1445, año en el que el rey don Juan II donó la Puebla de Alcocer a don Gutierre de Sotomayor, Maestre de la Orden de Alcántara. Se encuentra en el término municipal de Puebla de Alcocer, en la provincia de Badajoz, Comunidad Autónoma de Extremadura, en la Comarca de La Siberia extremeña. A finales del mismo siglo el dominio sobre en el castillo fue a parar, por derechos de herencias y matrimoniales, a doña Elvira de Zúñiga por lo que parece justificado que aparezca el escudo de armas de los Zúñiga en la Torre del Homenaje. También está situado en esta torre el blasón de los Sotomayor.

## El castillo

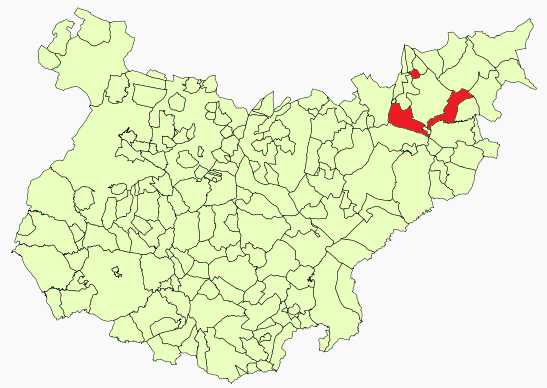
Municipio de Puebla de Alcocer.

El castillo es una imponente fortaleza levantada durante parte del siglo XII y el XIII, como señala José Ramón Mélida, y remodelado en el siglo XV por don Gutierre de Sotomayor que fue señor del castillo y de territorios de Puebla de Alcocer, señor de Alconchel y de Gahete, y maestre de la Orden de Alcántara. En el año 1445 el rey don Juan II concedió a don Gutierre de Sotomayor, la Puebla de Alcocer. Don Gutierre procedió, con el permiso real, hora de levantar el castillo. La fortaleza, encaramada en un lugar que ya de por sí parece inaccesible, tiene planta irregular por la lógica adaptación al terreno y está cimentado sobre roca viva con caída casi vertical que le sirve, a la vez, de muy sólidos cimientos y de muralla para aumentar la altura del castillo respecto a los posibles atacantes. El muro del castillo es cerrado, muy similar al Castillo de Herrera del Duque, también situado en un alto risco de tal forma que, aunque están a una distancia de 25 km, pueden verse el uno al otro a simple vista.

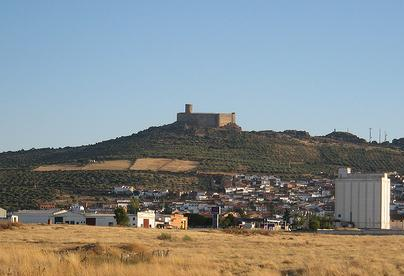
Puebla de Alcocer en primer plano y arriba el castillo.

## Arquitectura
La muralla periférica es enormemente compacta por sus elevados muros, con un grosor que varía entre los dos y tres metros y no tiene ningún vano al exterior. La entrada principal está flanqueada por las murallas algo más elevadas que el resto y, además, cuenta con un cubo redondo como protección adicional adosado a un lado, resultando un espacio muy ceñido y con gran facilidad de controlar los movimientos exteriores desde larga distancia. Para un mayor refuerzo defensivo de la puerta de entrada, al igual que en el Castillo de Herrera del Duque con el que tiene muchas similitudes, en la portada hay un primer muro en el que se abre un arco apuntado, también llamado «arco del ojal» hecho en ladrillo. El segundo plano, unos metros más adentro, es donde está la puerta de entrada. Ambos planos se unen por una bóveda en la que hay una «buhedera» o hueco en la bóveda desde donde se puede hostigar a los agresores que intentarán penetrar en el castillo.
Inmediatamente después de la entrada están las dependencias dedicadas a viviendas o zonas residenciales de los habitantes del castillo. En la actualidad solo permanecen algunos muros que facilitan suponer cómo eran dichas zonas. Por los mechinales u opas que se ven, que son unos agujeros situado en una pared o muro que, cuando se levanta un edificio, sirven para introducir en ellos una viga de madera en horizontal para formar parte de un andamio, se puede apreciar que existieron tres pisos pues una vez terminada la construcción, los restos del andamio son retirados, por lo que quedan solo los agujeros que delatan las tres alturas. En el piso principal había una chimenea cuya campana aún permanece casi intacta y está adosada al muro.
Por los materiales utilizados y las formas que tienen diferentes elementos como ventanas y puertas, se deduce la presencia de alarifes mudéjares, que eran los que ahora se suelen llamar «maestros de obras», pues los citados elementos tienen los huecos rebordeados con ladrillo y, a su vez, están enmarcados con alfices al igual que en otros castillos de la zona, que son muy similares a este, como el Castillo de Herrera del Duque.

### La Torre del Homenaje
La gran Torre del Homenaje es la pieza mejor conservada de la fortaleza. Es cilíndrica, de gran diámetro, y al estar casi pegada a la muralla, dada su gran altura, es visible desde el exterior por lo que tiene un sistema de acceso y de subida a los pisos muy ingenioso para aumentar su seguridad sin merma de superficie de los pisos. Desde el adarve de la muralla colindante se accede al primer piso y desde allí, por escaleras totalmente embutidas en la pared de la torre se puede subir o bajar a los diferentes pisos, incluso llegar a la terraza de la torre sin peligro. Esta terraza tiene una parte en voladizo que se apoya en gran cantidad de ménsulas o vigas.
Tanto la Torre del Homenaje como la torre cilíndrica de defensa de la puerta principal están hechas con mampostería, sin embargo la del homenaje tiene un elemento constructivo especial que es como un distintivo de la época de construcción: se trata de bandas circulares de ladrillo cada cierta altura. Esto indica su datación posterior, muy posiblemente a finales del siglo XV, precisamente durante los años en que rigió el castillo doña Elvira de Zúñiga y Manrique de Lara, hija de Álvaro de Zúñiga y Guzmán que, como se indicó al principio, debido al fallecimiento de su marido y minoría de edad de sus hijos, mandó en el castillo, lo cual justifica la presencia del escudo de armas de los Zúñiga en la parte superior de la Torre del Homenaje.

### Visitas

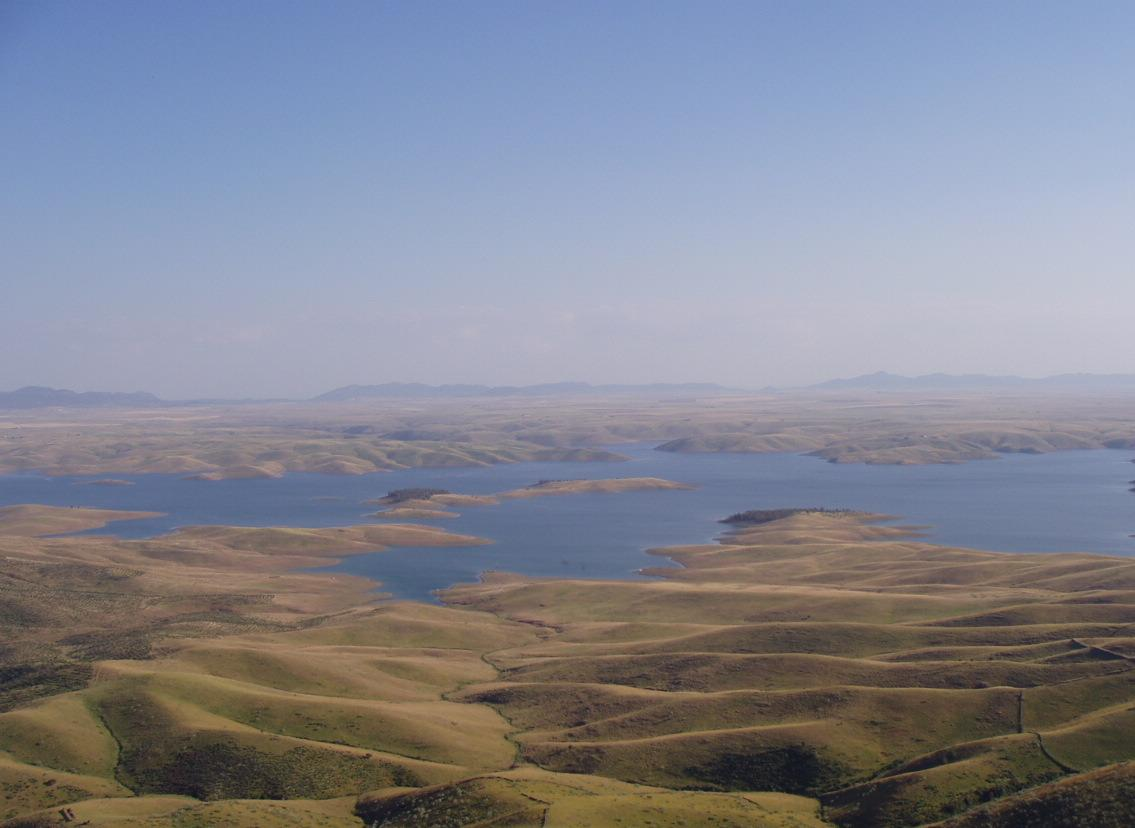
Embalse de la Serena visto desde el Castillo de Puebla de Alcocer.

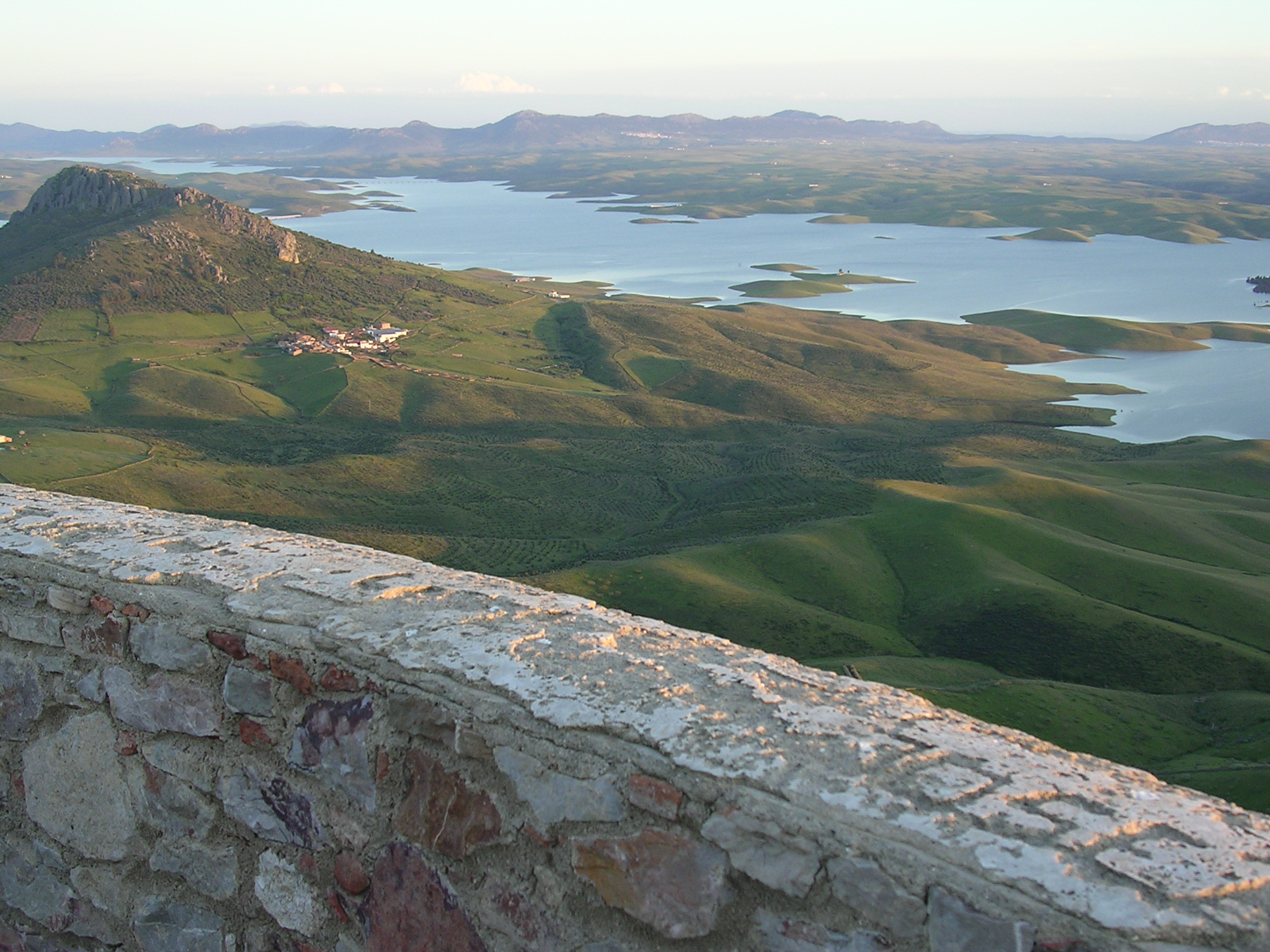
Presa de la Serena desde el castillo de Puebla de Alcocer.

Puede visitarse a pie y recorrer la muralla, el patio de armas y la Torre del Homenaje. Desde su altura, se puede contemplar uno de los mayores embalses de España, el Embalse de la Serena, y el Embalse de Orellana.
Desde este privilegiada cima pueden verse las comarcas de La Serena y la de La Siberia extremeña. Las visitas tienen un horario que hay que consultar en el Ayuntamiento del pueblo y abonar una muy pequeña cantidad. El castillo fue restaurado recientemente y se sometió a una operación de limpieza de interiores y zona perimetral así como a trabajos de consolidación. A pesar de ello sigue estando muy deteriorado.